# Río Sabarmati

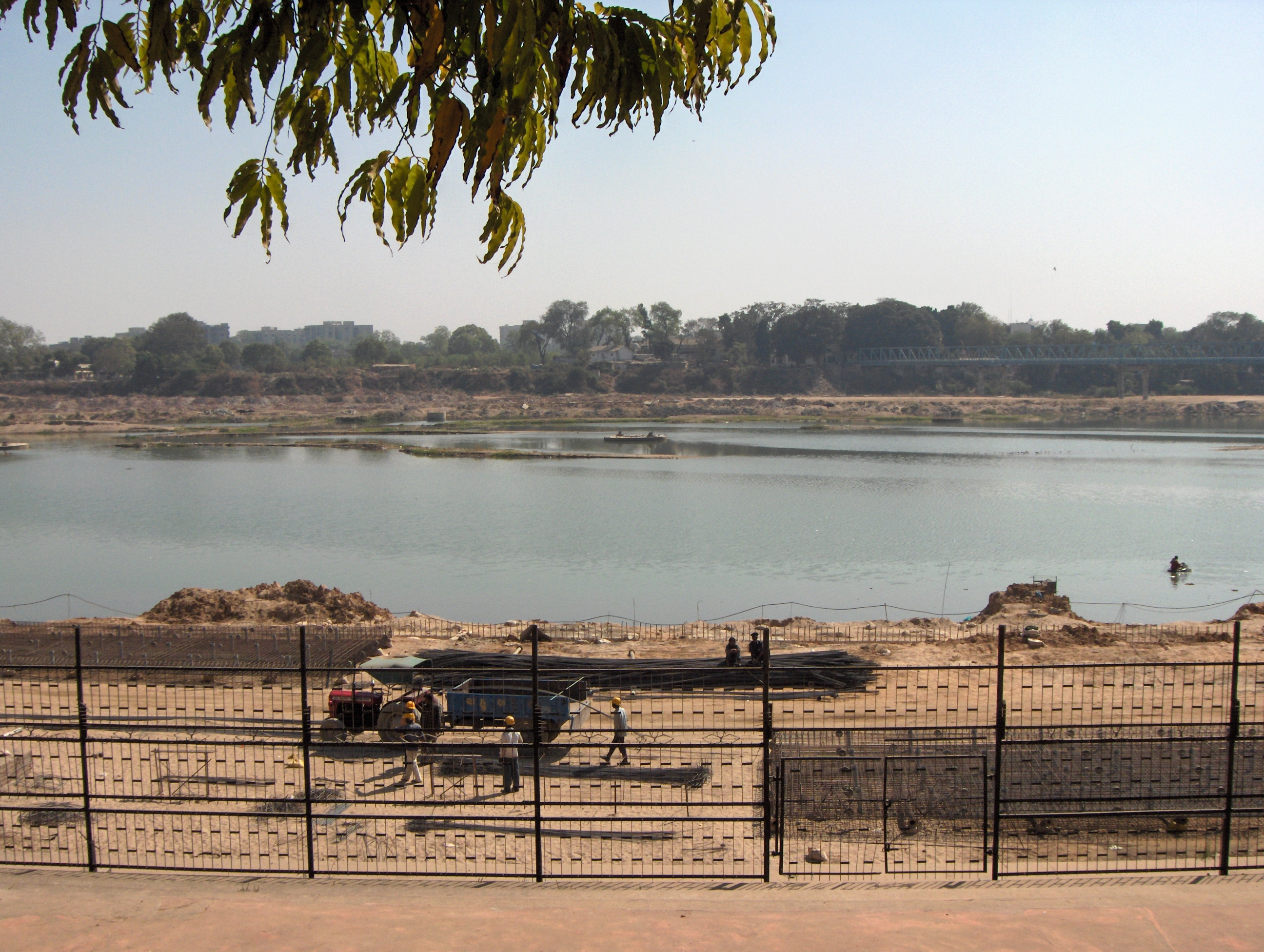
Río Sabarmati a su paso por Ahmedabad (en el estado de Guyarat).

El río Sabarmati (en hindi: साबरमती नदी) es un río costero del oeste de la India que desagua en el mar Arábigo. Tiene unos 371 km de longitud.

## Geografía
El Sabarmati nace en el distrito de Udaipur, que se encuentra en las postrimerías de la cordillera Aravalli (en Rayastán). En su curso inicial también se le denomina como Wakal. La mayor parte del recorrido del río se encuentra en el estado de Guyarat, desembocando en el golfo de Khambhat (en el mar Arábigo).
Las ciudades de Ahmedabad y Gandhi Nagar, las capitales política y económica de Guyarat, están ubicadas a orillas del río Sabarmati.

## Historia
La ermita (áshrama) del sabio Kapilá se encontraba cerca de la ribera de este río (a veces llamado Sárasuati), en las cercanías de un lago llamado Bindu Sarovara.
Una leyenda musulmana dice que en 1411, el sultán Ahmed Shah de Guyarat, mientras descansaba a orillas del río, se inspiró en la valentía demostrada por un conejo que era perseguido por un perro para decidirse a fundar la ciudad de Ahmedabad.
Durante la lucha por la independencia india, el líder político religioso hinduista Mahatma Gandhi estableció su residencia en la ermita llamada áshram Sabarmati, a orillas de este río.